# 名古屋大学大学院多元数理科学研究科
名古屋大学大学院多元数理科学研究科（なごやだいがくだいがくいんたげんすうりかがくけんきゅうか、Graduate School of Mathematics）は、名古屋大学の大学院独立研究科で、「数理科学の専門的知識を用いて、幅広い分野にある未解決の課題を見出し解決する人材を育成すること」を目的とする研究科である。
1995年、対応する学科である名古屋大学理学部数学科を主体に、他学部の協力を受け独立大学院として設立された（同時に理学部数学科は数理学科に改組された）。
「多元数理科学」を国内で唯一冠する研究科である。狭い意味での数学ではなく、通常の数理科学の境界も超えた教育・研究という意味が込められている。

## 概要
1995年創設。数理科学の独立研究科は、国内では珍しく他には東京大学大学院数理科学研究科、京都大学数理解析研究所、明治大学大学院先端数理科学研究科が存在する。旧帝国大学の数学系研究科としては最も新しいものになる。
1950年以来、英文学術誌である "Nagoya Mathematical Journal" を発行している。（現在ではCambridge University Pressからの出版となっている。）
純粋数学と応用数学の両方を含む広範囲の分野を扱うという意味で「多元」と名付けられ、設立当初は純粋数学（純粋系）と応用数学（応用系）の2系統で構成されていた。現在では系の区別は廃止され、一部の応用数学を残して事実上純粋数学を基本に扱っている。
かつては応用的かつ学際的な研究が行われていたり、昼夜開講していた時期もある。
名古屋大学で初めて、マネージング・プロフェッサー（MP：文部省（文部科学省）の教育行政の専門家が教授として研究科の運営に協力する制度）を導入した。

## 組織

### 専攻
- 多元数理科学専攻

## 21世紀COEプログラム
2003年度に「等式が生む数学の新概念」が文部科学省の21世紀COEプログラムに採択された。
同プログラムのリーダーは宇澤達、サブリーダー藤原一宏。同プログラムは整数論とラングランズ予想を中心とした表現論の二つの視点から現在の数理物理学における最重要課題であるミラー対称性予想を研究するというもの。
2003年度から2007年度までの間のプログラムであったが、サブリーダーであった藤原教授の虚偽申請問題によって名古屋大学は同プログラムを2005年9月12日に辞退することを決定した。ただし同プログラムは大学研究プロジェクトとして継続していくことに決定した。

## 連携
- 1999年7月より、ウルム大学数学・経済学部と国際交流協定を締結している[1]。

## 参照
1. ↑  平成13年後教育・研究活動年次報告書 (PDF)